# Urama (paroisse civile)
Pour les articles homonymes, voir Urama.
Urama est l'une des deux paroisses civiles de la municipalité de Juan José Mora dans l'État de Carabobo au Venezuela. Sa capitale est Urama.

## Géographie

### Démographie
La paroisse civile, outre sa capitale Urama, comporte plusieurs localités :
- Canoabito Abajo
- La Jodera
- Sanguijuela
- San Pablo
- Urama